# Tour de l'Algarve 2009
Le 35e Tour de l'Algarve a eu lieu du 18 au 22 février 2009 sur 5 étapes. Il a été remporté par l'Espagnol Alberto Contador. Il fait partie de l'UCI Europe Tour 2009.

## Les étapes
| Étape     | Date       | Villes étapes                      | km    | Vainqueur d'étape | Leader            |
| 1re étape | 18 février | Albufeira - Olhão                  | 173,6 | Heinrich Haussler | Heinrich Haussler |
| 2e étape  | 19 février | Lagoa - Lagos                      | 183,5 | Koldo Fernández   | Koldo Fernández   |
| 3e étape  | 20 février | Vila Real de Santo António - Loulé | 175,0 | Antonio Colom     | Antonio Colom     |
| 4e étape  | 21 février | Castro Marim – Tavira (CLM)        | 32,7  | Alberto Contador  | Alberto Contador  |
| 5e étape  | 22 février | Vila do Bispo - Portimão           | 168,8 | Heinrich Haussler | Alberto Contador  |

## Classement général final
| 1.  | Alberto Contador | Astana                  | en | 19 h 04 min 22 s |
| 2.  | Sylvain Chavanel | Quick Step              | +  | 1 min 06 s       |
| 3.  | Rubén Plaza      | Liberty Seguros         | +  | 1 min 07 s       |
| 4.  | Tiago Machado    | Madeinox-Boavista       | +  | 1 min 08 s       |
| 5.  | Andreas Klöden   | Astana                  | +  | 1 min 09 s       |
| 6.  | Antonio Colom    | Katusha                 | +  | 1 min 23 s       |
| 7.  | Tony Martin      | Columbia                | +  | 1 min 57 s       |
| 8.  | Simon Gerrans    | Cervélo Test Team       | +  | 2 min 02 s       |
| 9.  | Alejandro Marque | Palmeiras Resort-Tavira | +  | 2 min 08 s       |
| 10. | David Millar     | Garmin-Slipstream       | +  | 2 min 11 s       |